# Refuge de Gève
 (avril 2023).
Le refuge de Gève est un refuge de montagne du massif du Vercors situé dans le département de l'Isère en région Auvergne-Rhône-Alpes. Il se trouve dans la commune d'Autrans-Méaudre en Vercors à 1 288 mètres d'altitude dans la partie nord du parc naturel régional du Vercors.

## Histoire

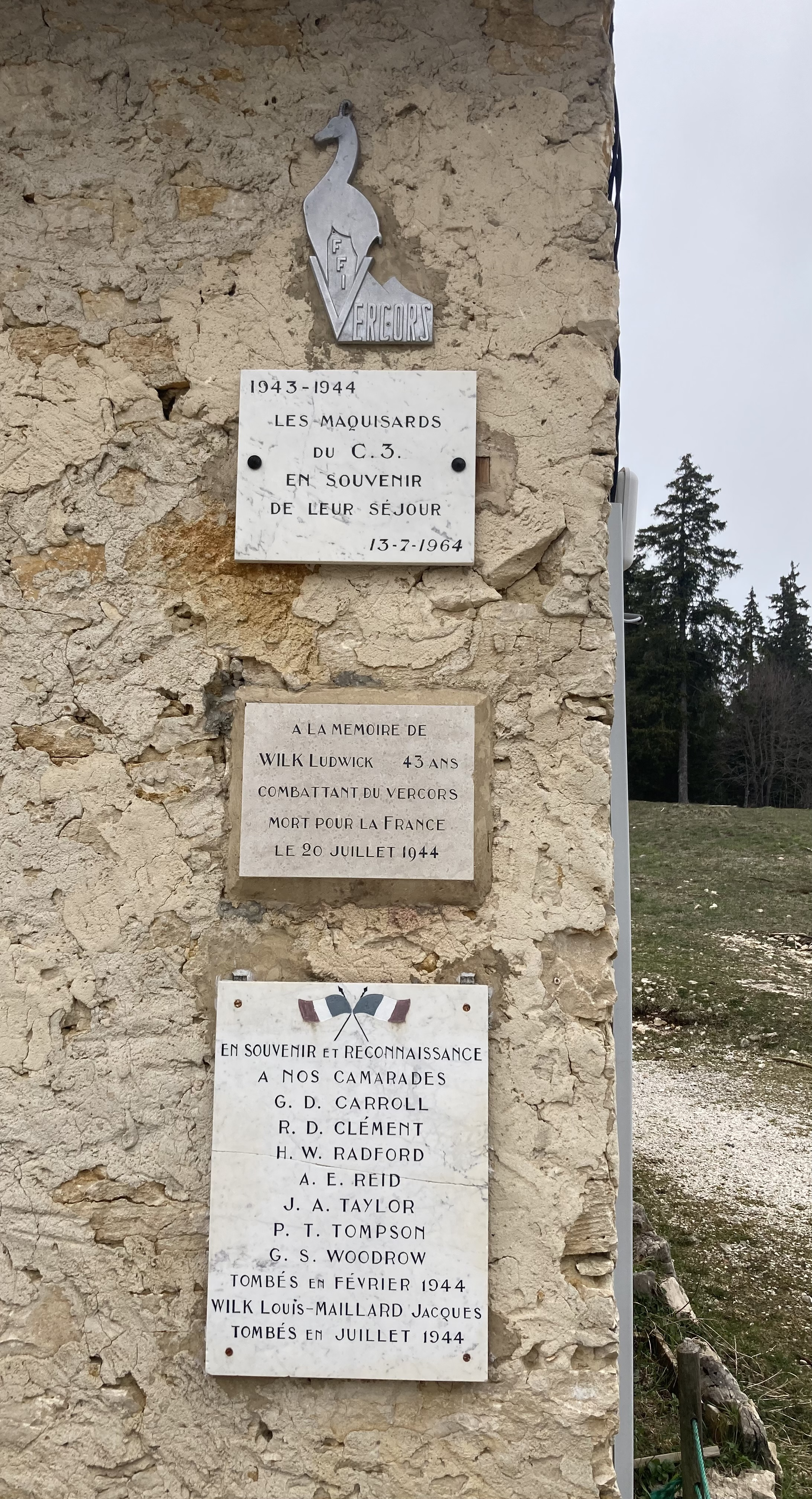
Les trois plaques commémoratives du refuge de Gève.

Avant d'être un refuge et un restaurant d'altitude, cette bâtisse a pendant longtemps été une maison forestière. Elle abrita pendant l'hiver 1943-1944 le camp C3 du maquis du Vercors d'environ 40 hommes qui fuyaient l'occupant allemand et son service du travail obligatoire.
Il est encore possible aujourd'hui de suivre et reprendre les chemins empruntés par les résistants autour du refuge.
Le 13 juillet 1964, en l'honneur du 20e anniversaire des combats dans le Vercors, une plaque commémorative fut déposée sur le refuge.

## Caractéristiques et informations

### Ouvertures
Le refuge est ouvert et gardé tous les jours en hiver notamment pour le ski de fond, mais aussi en été de mi-mai à fin septembre. Il est en revanche fermé au mois d'avril et en novembre.

### Accès
En été, le refuge est très facilement accessible depuis le village d'Autrans, que ce soit à pied ou à vélo, et même en voiture en passant par la route forestière de Gève.
En hiver, étant situé sur le domaine de Gève, qui fait partie du site nordique d'Autrans, le refuge est accessible en navette depuis le village, voire à pied, en raquettes et à ski depuis le centre nordique ou depuis le parking Jean-Babois.